# Ali Bongo Ondimba
Ali-Ben Bongo Ondimba (ur. 9 lutego 1959 w Brazzaville jako Alain Bernard Odimba) – gaboński polityk, minister spraw zagranicznych (1989–1991), minister obrony (1999–2009), w latach 2009–2023 prezydent Gabonu.

## Życiorys
Ali Bongo urodził się w 1959 roku w Brazzaville, stolicy sąsiedniego Konga. Jest synem prezydenta Omara Bongo i jego pierwszej żony Patience Dabany, gabońskiej piosenkarki i bębniarki.
W latach 80., po ukończeniu studiów prawniczych na Sorbonie w Paryżu, związał się z polityką. W 1981 wstąpił do Gabońskiej Partii Demokratycznej (PDG). W marcu 1983 został wybrany w skład Komitetu Centralnego PDG. W 1984 wszedł do Biura Politycznego PDG jako osobisty przedstawiciel prezydenta Gabonu. We wrześniu 1986, w czasie kongresu partii, został ponownie wybrany w skład jej Biura Politycznego.
W latach 1987–1989 zajmował stanowisko wysokiego przedstawiciela prezydenta republiki, pracując w kancelarii swego ojca. W 1989 roku, w wieku 29 lat, został mianowany ministrem spraw zagranicznych. Z powodu wprowadzonej w 1991 poprawki do konstytucji, która ustanawiała minimalny wiek ministrów na 35 lat, Bongo musiał zrezygnować ze stanowiska. W lutym 1992 Bongo zorganizował wizytę w Gabonie piosenkarza Michaela Jacksona. W 1996 stanął na czele Rady Najwyższej Spraw Islamskich Gabonu (CSAIG).
W wyborach parlamentarnych w 1990, 1996 i w 2001 uzyskał mandat w Zgromadzeniu Narodowym z ramienia Gabońskiej Partii Demokratycznej (PDG, Parti Démocratique Gabonais). W wyborach parlamentarnych w grudniu 2006 dostał się do parlamentu jako kandydat PDG z prowincji Górne Ogowe. W czasie kampanii prezydenckiej swego ojca w 2005 pracował jako koordynator ds. młodzieży.
25 czerwca 1999 Ali Bongo objął stanowisko ministra obrony w administracji swego ojca. W 2000 został wybrany wiceprzewodniczącym PDG, we wrześniu 2008 uzyskał reelekcję na tym stanowisku.

## Śmierć Omara Bongo i wybory prezydenckie
8 czerwca 2009 w hiszpańskiej klinice zmarł prezydent Omar Bongo rządzący krajem przez 42 lata. Spowodowało to konieczność przeprowadzenia nowych wyborów prezydenckich i rozpoczęcia pierwszego od dziesięcioleci procesu transferu władzy.
W dzień po śmierci ojca Ali Bongo zaapelował do rodaków o zachowanie spokoju i poinformował o rozlokowaniu sił bezpieczeństwa w miejscach na terenie całego kraju. W kraju zamknięto wszystkie granice zewnętrzne: lądowe, morskie oraz powietrzne. Odcięty został dostęp do internetu, a państwowa telewizja rozpoczęła emisję nabożeństw religijnych. Tymczasowym szefem państwa została przewodnicząca Senatu Rose Francine Rogombé, która zarządziła przeprowadzenie wyborów prezydenckich w dniu 30 sierpnia 2009.
16 lipca 2009 Gabońska Partia Demokratyczna ogłosiła Alego Bongo swoim kandydatem w wyborach prezydenckich. 19 lipca, na nadzwyczajnym kongresie partii, otrzymał on oficjalną nominację PDG. Przy tej okazji podziękował delegatom za wybór oraz zobowiązał się do walki z korupcją i "redystrybucji dochodów z wzrostu gospodarczego" po wyborze na urząd prezydenta.

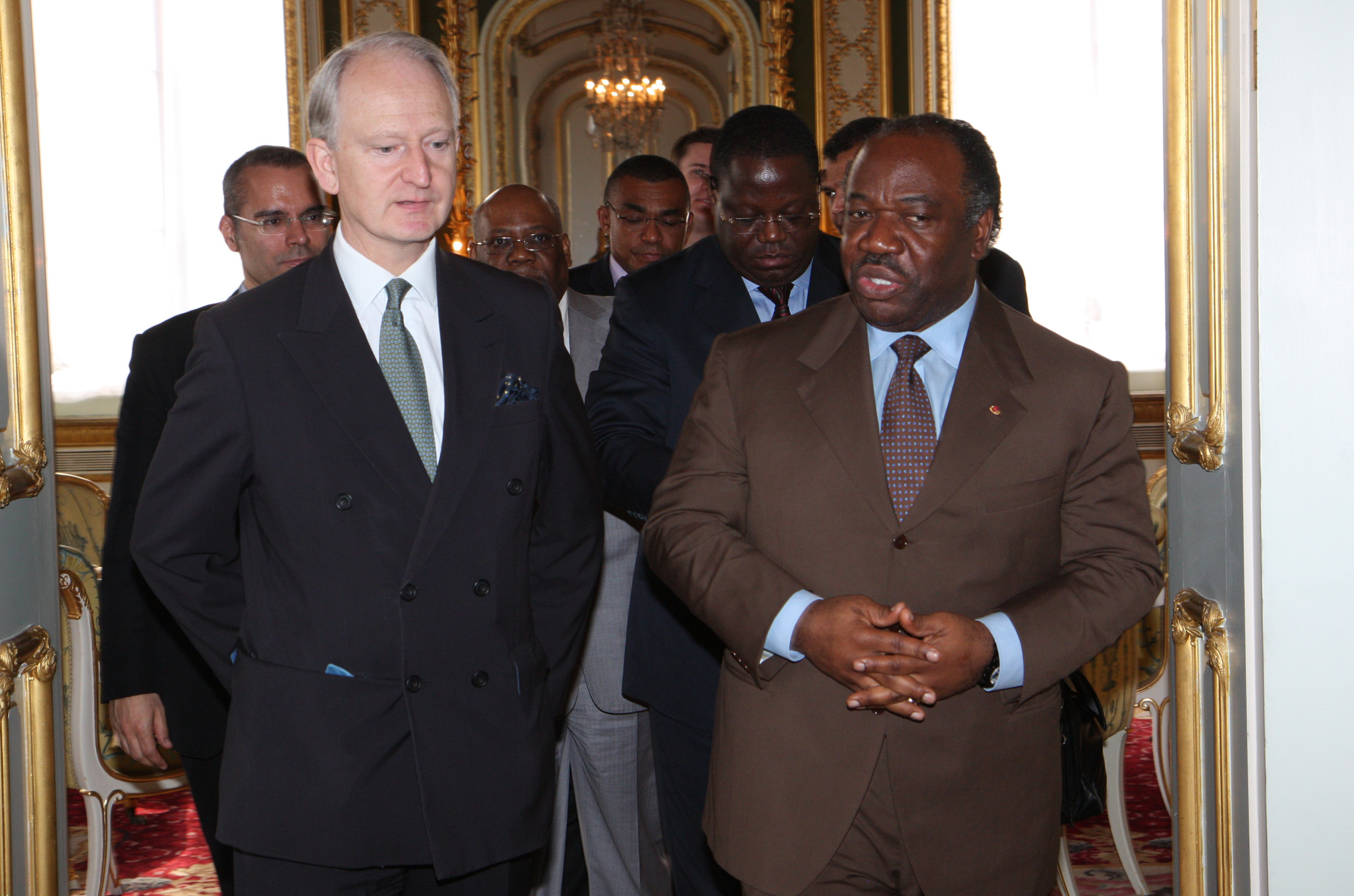
Ali Bongo podczas spotkania z Henrym Bellinghamem w Londynie (2012)

Po rezygnacji z funkcji premiera przez Jeana Eyeghe Ndonga, Ali Bongo zachował stanowisko ministra obrony w nowym gabinecie Paula Biyoghé Mby, zatwierdzonym 22 lipca 2009. Wywołało to protesty opozycji, która argumentowała, że jako kandydat w wyborach, Bongo powinien zrezygnować ze stanowiska w rządzie. 14 sierpnia 2009, w przededniu rozpoczęcia kampanii wyborczej, p.o. prezydenta Rose Francine Rogombé ogłosiła dymisję Alego Bongo z funkcji ministra obrony w celu "zapewnienia wszystkim kandydatom równych szans" w wyścigu wyborczym. 15 sierpnia 2009 obowiązki ministra obrony przejął od Bongo minister spraw wewnętrznych Jean-François Ndongou.
W czasie kampanii wyborczej Bongo podkreślał znaczenie zachowania pokoju w kraju, a także zapewnienia rozwoju i równości wszystkich obywateli. Zobowiązał się, że "będzie zazdrośnie strzegł pokoju, który pozostawił po sobie prezydent Omar Bongo" oraz działał na rzecz "trwałego rozwoju i równej dystrybucji dochodów pośród wszystkich obywateli". Ogłosił również zreformowanie systemu edukacji oraz podniesienie poziomu kształcenia zawodowego. Zadeklarował, że jeśli zostanie wybrany, nie będzie dążył do zachowania władzy na zawsze, twierdząc, że "jeśli obywatele Gabonu mu zaufają i wybiorą szefem państwa, z pewnością nie pozostanie nim przez 40 lat".
30 sierpnia 2009, tuż po zakończeniu głosowania i jeszcze przed ogłoszeniem wyników wyborów, podobnie jak dwaj pozostali kandydaci opozycji, ogłosili swoje zwycięstwo w wyborach. Stwierdził, że "osiągnął bardzo dobry wynik", a sekretarz generalny PDG ogłosił, że "wyniki dają Bongo zwycięstwo". 3 września 2009 komisja wyborcza oficjalnie ogłosiła Alego Bongo zwycięzcą wyborów prezydenckich. Według oficjalnych wyników zdobył 41,73% głosów poparcia. Obserwatorzy z Unii Afrykańskiej stwierdzili, że choć wybory spełniły wymagania prawne, w części lokali doszło do złamania procedur wyborczych. 3 września 2009 w Port Gentil wybuchły trzydniowe zamieszki i protesty społeczne przeciw domniemanym fałszerstwom. Do Sądu Konstytucyjnego wpłynęło 11 skarg wyborczych. W związku z tym nakazał on przeprowadzenie powtórnego liczenia głosów. 13 października 2009 Sąd Konstytucyjny ostatecznie potwierdził zwycięstwo Bongo w wyborach prezydenckich z wynikiem 41,79% głosów.

## Prezydentura
16 października 2009 Ali Bongo został uroczyście zaprzysiężony na stanowisko prezydenta republiki w pałacu prezydenckim w Libreville. Po ceremonii ulicami stolicy przeszła parada wojskowa. W uroczystościach wzięli udział prezydenci Beninu (Yayi Boni), Demokratycznej Republiki Konga (Joseph Kabila), Gwinei Równikowej (Teodoro Obiang Nguema Mbasogo), Konga (Denis Sassou-Nguesso), Mali (Amadou Toumani Touré), Togo (Faure Gnassingbé) oraz Wysp Świętego Tomasza i Książęcej (Fradique de Menezes). Tego samego dnia ponownie mianował premiera Paula Biyoghé Mbę na stanowisko szefa rządu. 17 października 2009 premier przedstawił skład nowego gabinetu.

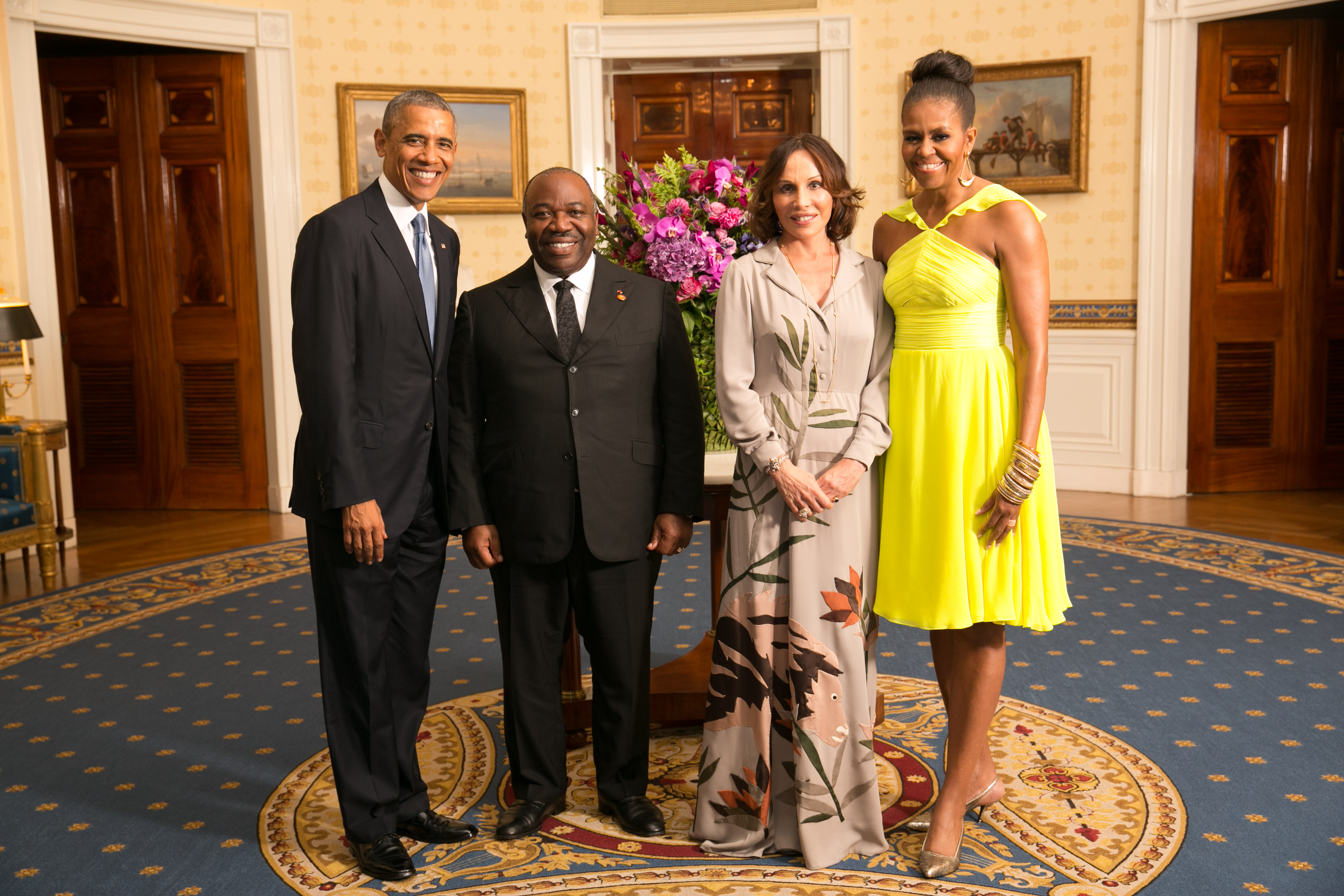
Ali Bongo podczas wizyty w Waszyngtonie (2014)

9 czerwca 2011 roku Ali Bongo i Barack Obama spotkali się w Białym Domu.
W wyborach prezydenckich w 2016 roku Bongo wybrany na kolejną siedmioletnią kadencję. Wyniki wyborów zostały przez opozycję uznane za sfałszowane. W powyborczych protestach zginęły 3 osoby, a ponad tysiąc został aresztowanych.
W październiku 2018 roku Bongo trafił do szpitala w Rijadzie z powodu udaru mózgu, a następnie został przetransportowany do kliniki w Rabacie. 1 stycznia 2019 Bongo pojawił się pierwszy raz publicznie od czasu hospitalizacji, ucinając pojawiające się pogłoski o śmierci czy ubezwłasnowolnieniu.
W sierpniu 2023 roku odbyły się wybory prezydenckie, w których zwycięstwo ponownie odniósł Ali Bongo Ondimba. Opozycja skrytykowała przebieg wyborów i zarzuciła sfałszowanie wyników elekcji. 30 sierpnia 2023 roku oficerowie gabońskiego wojska ogłosili, że unieważniają wyniki wyborów i przejmują władzę w kraju. W wyniku wojskowego zamachu stanu powołano Komitet ds. Przekształcenia i Odnowy Instytucji, na którego czele stanął kuzyn prezydenta Bongo i generał Oligui Nguema.  
Ali Bongo został pozbawiony władzy i umieszczony w areszcie domowym. Po tygodniu został wypuszczony z aresztu, udał się do swojej rezydencji w Libreville.

## Życie prywatne
Bongo jest żonaty z Sylvią Valentin, ma czworo dzieci; córkę Malikę Bono Ondimbę, oraz synów: Noureddina Bongo Ondimbę, Jalila Bongo Ondimbę oraz Bilala Bongo Ondimbę, adoptowanego w 2002. Jego małżonka, urodzona w 1963 w Paryżu, większość życia spędziła w Afryce, gdzie mieszkała w rodziną kolejno w Kamerunie, Tunezji i od 1974 w Gabonie. Ukończyła studia z dziedziny zarządzania we Francji i po powrocie do Gabonu rozpoczęła pracę w agencji nieruchomości oraz założyła własną firmę.